# Национално знаме на Туркменистан
Националното знаме на Туркменистан е национален символ на държавата. Прието на 24 януари 2001 г. Знамето представлява зелен фон, на който са изобразени полумесец и пет звезди, символизиращи исляма. До тях има червена лента със символи.

## Знаме през годините
- (1953 – 1991)
- (1992 – 1997)
- (1997 – 2001)